# Kef Lakhdar
Kef Lakhdar è un comune dell'Algeria, situato nella provincia di Médéa.